# كيث ستيرلينغ
كيث ستيرلينغ (بالإنجليزية: Keith Sterling)‏ هو موسيقي وعازف بيانو جامايكي، ولد في 1952.

## وصلات خارجية
- كيث ستيرلينغ على موقع ميوزك برينز (الإنجليزية)
- كيث ستيرلينغ على موقع ديسكوغز (الإنجليزية)